# Isabel Tenaille
Isabel Tenaille (Madrid, 2 de desembre de 1951) és una presentadora de televisió espanyola.

## Biografia
Va començar la seva activitat professional a principis dels anys 70 com a presentadora de continuïtat en Televisió Espanyola, des d'on donaria el salt a la presentació del programa Revistero al costat de Tico Medina l'any 1975.
Després d'un breu pas pel programa de descobriment de joves talents Gente joven, també el 1975, la gran popularitat li va arribar quan Maruja Callaved la va fitxar per a la presentació de Gente hoy, un magazín diari que va aconseguir enorme èxit a Espanya. Va estar al capdavant del programa entre els anys 1976 i 1977, moment en el qual va ser substituïda per Mari Cruz Soriano. La seva labor en la presentació de Gente hoy li va valer dos Premis TP d'Or corresponents als anys 1976 i 1977, així com un guardó dels Premis Ondas el 1976.
Més tard, el 1977, va presentar un programa dedicat al món del cinema, 24 imágenes por segundo, i el 1978 va compartir plató amb Mercedes Milà al programa d'entrevistes Dos por dos.
Després d'aquesta etapa, Isabel Tenaille es va centrar en la presentació d'informatius i culturals: Redacción noche (1979), Siete días (1979-1980), La Bolsa y la vida (1981) o Letra pequeña (1984-1986). No obstant això, va arribar fins i tot a provar els seus dots d'actriu, protagonitzant per a l'espai Estudio 1 la versió televisiva de l'obra de teatre El paseo del mono, que TVE va emetre el 15 de gener de 1982. Durant aquesta etapa també va fer una incursió al món dels concursos, presentant des del plató A la caza del tesoro, al costat de Miguel de la Quadra-Salcedo. Més tard, entre gener i setembre de 1987 va presentar el Telediario de cap de setmana amb Secundino González.
Cal destacar que en els anys 70, Isabel Tenaille va aconseguir enorme popularitat, per la seva frescor i naturalitat, i es va convertir en una de les muses de l'escriptor Francisco Umbral, que l'esmentava en els seus articles com a "niña Isabel".
Després d'algun temps apartada de la pantalla, el 1996 va copresentar amb Matías Prats i Ana Obregón la Gala commemorativa del quarantè aniversari de TVE, Brindemos por los cuarenta, produïda per Valeriu Lazarov.
Els seus últims anys d'activitat professional els va desenvolupar a TVE Internacional fins a la seva jubilació el 2007 amb motiu d'un expedient de regulació d'ocupació.
El 2013 el seu nom es relaciona amb l'anomenat cas Bárcenas, com a possible beneficiària de la quantitat de 175.000 lliurada per Miguel Ángel Rodríguez el 1992 per haver presentat un acte del Partit Popular, diners que, presumptament, no haurien estat declarats a Hisenda.
L'octubre de 1978 va contreure matrimoni amb Adolfo Butterini, del que va enviduar l'any 2000. El maig de 1980 va néixer la seva filla Patricia Jara i el 1982, Elena María.